# Lakolk
Lakolk ist ein Touristenort an der Westseite der dänischen Insel Rømø. Der an Sanddünen liegende Ort ist der älteste Ferienort der Insel und spätestens seit 1898 Ziel von Sommergästen. Heute besteht er aus einer Vielzahl von Ferienhäusern, einem Hotel, einem Campingplatz und einem großen Einkaufszentrum.

## Geschichte
Einzelne Ferienhütten waren schon seit 1895 vorhanden. Drei Jahre später gründete der Pastor Johannes Jacobsen aus Scherrebek das damals zu Deutschland gehörende Nordseebad Lakolk für deutsche Badegäste. In der ersten Saison gab es nur zwei Einfamilienhäuser und zwei Baracken mit vier Zimmern, etwa 200 Gäste besuchten den Ort. In den nächsten Jahren wurden zahlreiche Gebäude und etwa 40 Blockhäuser errichtet. Die Firma des Pastors ging allerdings 1903 in Konkurs und damit auch dessen Nordseebad. Der von ihm erhoffte Erfolg blieb jedoch aus und der eigentliche Tourismus begann auf Rømø erst 1948 mit der Eröffnung des Rømødæmningen (Rømø-Damm).
Von 1899 bis 1940 war Lakolk die westliche Endstation der 3,8 Kilometer langen Inselbahn Rømø von Kongsmark.